# Tuga (legendarna sestra)
Tuga je, uz Bugu, bila jedna od dviju legendarnih sestara koje su, prema narodnoj predaji, s petoricom braće (Klukas, Lobel, Kosjenc, Muhlo i Hrvat) dovele Hrvate iz Bijele Hrvatske na obalu Jadrana. Predaja je zabilježena u 30. poglavlju djela Konstantina VII. Porfirogeneta O upravljanju carstvom.
Prema predaji, mjesto Tugare dobilo je ime po njoj jer je u tome mjestu stolovala i dala izgraditi Tugine dvore. Također, u livanjskom kraju postoji predaja da je planina Tušnica nazvana po Tugi, koja je tamo dolazila u posjete svojoj sestri Bugi.

## Vanjske poveznice

### Ostali projekti
|  | Wikizvor ima izvorni tekst O upravljanju carstvom/Gl. XXX. Priča o provinciji Dalmaciji |